# Leopold a Loeb

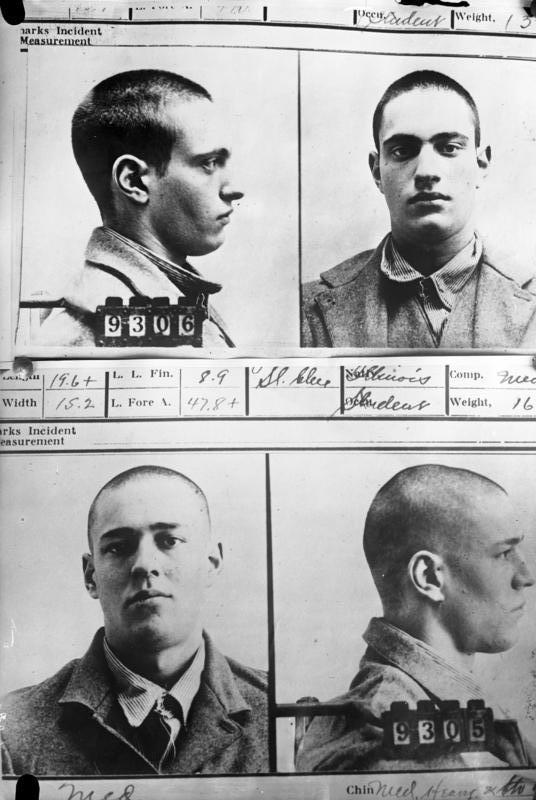
Leopold (nahoře) a Loeb

Leopold a Loeb bylo zločinecké duo vytvořené studenty chicagské univerzity Nathanem Freudenthalem Leopoldem Jr. (1904–1971) a Richardem Albertem Loebem (1905–1936). Šlo o mimořádně inteligentní studenty z bohatých rodin, které pojilo nejdříve přátelství a posléze i sexuální vztah. Zpočátku spolu páchali drobné zločiny typu vandalismu a krádeží, zároveň však snili o velkém dokonalém zločinu, o němž věřili, že jej při své inteligenci dokážou spáchat. 
21. května 1924 po sedmi měsících plánování a příprav pro výkupné unesli a zavraždili čtrnáctiletého Bobbyho Frankse, syna bohatého továrníka z Chicaga. Zločin otřásl celými Spojenými státy a je jedním z těch, o nichž se v USA mluví jako o zločinu století. Neúspěch rádoby perfektních zločinců byl totální - první předání výkupného nevyšlo a k opakování pokusu již nedošlo, protože tělo uneseného hocha bylo objeveno hned den po jeho zavraždění. Policie se navíc poměrně rychle dostala k pachatelům, protože Leopold nevědomky nechal poblíž mrtvého těla své značně unikátní brýle. Jelikož to vrazi nečekali, neměli připravené alibi a při jeho fabulaci hloupě zalhali (tvrdili, že si vyjeli s vozem, který byl ale v té době prokazatelně v opravě), což velmi posílilo podezření vyšetřovatelů, kteří následně nalezli několik dalších důkazů, kterých se pachatelé zaskočení rychlostí vyšetřování nedokázali včas zbavit.
Obhájcem obou vrahů byl elitní právník Clarence Darrow, který zvolil strategii přiznat se a usilovat o doživotní trest, což se mu povedlo. Oba byli odsouzeni shodně na doživotí za vraždu + 99 let za únos. Loeba ve vězení zabil spoluvězeň, Leopold byl po 33 letech propuštěn na podmínku. Zločin sám i osudy zločinců se staly námětem pro řadu knižních, filmových a dokumentárních zpracování.